# Dacetinops cibdelus
Dacetinops cibdelus is een mierensoort uit de onderfamilie van de Myrmicinae. De wetenschappelijke naam van de soort is voor het eerst geldig gepubliceerd in 1957 door Brown & Wilson.